# Meiacanthus procne
Meiacanthus procne är en fiskart som beskrevs av Smith-vaniz, 1976. Meiacanthus procne ingår i släktet Meiacanthus och familjen Blenniidae. Inga underarter finns listade i Catalogue of Life.